# Alphonse Moussette
Pour les articles homonymes, voir Moussette.
 (octobre 2024).
Alphonse Moussette, né le 18 juillet 1892 à Aylmer et mort le 13 septembre 1951 à Hull, est un homme politique canadien. Il est maire de Hull de 1936 à 1940 et de 1948 à 1951. Il en est également échevin de 1926 à 1930.

## Biographie
Sous son règne, Hull, située à la frontière avec l'Ontario, fut reconnue comme une ville de débauche et de plaisirs. La Prohibition avait pris fin quelques années plus tôt aux États-Unis, mais était encore en vigueur dans certaines provinces canadiennes. Étant propriétaire de bars, il adopte une politique favorisant la consommation d'alcool, le jeu et la prostitution, ce qui attire plusieurs Ontariens et Américains, de même que de grands artistes du jazz, comme Louis Armstrong, Ella Fitzgerald, Duke Ellington et Sarah Vaughan.
Cette politique fit entrer beaucoup d'argent dans la ville, mais fit également monter le taux de criminalité. N'arrêtant toutefois pas ses pratiques, Moussette tenta même d'acheter le chef de la police à la réputation incorruptible.
Une large faction de la population, dont l’Église et la presse locale, était cependant fatiguée du désordre qui régnait dans la ville et aux élections de 1940, elle opposa au maire un entrepreneur en construction, dont la réputation d’honnête homme était bien ancrée : Raymond Brunet. Ce dernier fut élu avec une majorité de 547 voix.
À la suite d’une enquête commandée par le nouveau maire et menée par le juge Fabre-Surveyer en 1943, Alphonse Moussette ainsi que deux conseillers municipaux furent reconnus coupables d’avoir protégé le vice commercialisé à Hull et condamnés à payer de fortes sommes.

### Les dernières années
Après avoir été défait par seulement 167 voix aux élections municipales de 1947 contre le maire sortant qui démissionna de sa charge en 1948, Alphonse Moussette reconquit la mairie le 20 décembre 1948, avec pas moins de 64 % des votes, contre un nouvel adversaire : Georges Bilodeau. Moins de deux ans plus tard, le conseil municipal, reconnaissant, donna le nom de Moussette au premier véritable boulevard de Hull.
À la suite d'une grave maladie, Alphonse Moussette décéda le 13 septembre 1951. Son corps fut exposé à l'hôtel de ville et il eut droit à d'imposantes funérailles.

## Hommages
- Le boulevard Moussette, situé dans le secteur Hull de la ville de Gatineau, a été nommé en son honneur lors du 150e anniversaire de la ville en 1950.
- Une plage et un parc portent aujourd'hui son nom dans le secteur Hull.